# رودلف استریگلر

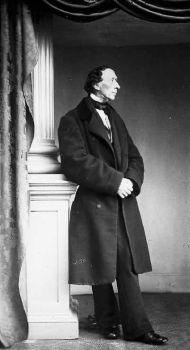
رودلف استریگلر: عکسی از هانس کریستین آندرسن (۱۸۶۱)

رودلف استریگلر (۱۸۷۶–۱۸۱۶) یکی از اولین عکاسان دانمارک و متخصص در عکاسی پرتره بود.

## حرفه
استریگلر که به عنوان یک قاب عکس‌ساز آموزش دیده بود، اولین استودیوی داگرئوتایپ شهر ادنسه را در سال ۱۸۴۶ افتتاح کرد. با تجربه‌ای که از ساختن روکش طلا داشت، او توانست عکاسی را با کادربندی‌های زینتی ترکیب کند. تا سال ۱۸۵۷، او به‌طور گسترده در سراسر کشور سفر کرد تا اینکه سرانجام به کپنهاگ نقل مکان کرد.
در سال ۱۸۶۰، وی عکاسی کارت ویزیت را به دانمارک معرفی کرد. ایده استفاده از عکس به جای کارت ویزیت از فرانسه شروع شده بود که آندره آدولف اوژن دیسدری در سال ۱۸۵۴ آنرا طراحی کرده بود. او این کار را با یک دوربین چهار لنز که می‌توانست از هشت تا دوازده عکس را با همان نگاتیو شیشه بگیرد انجام داد. از آنجا که چاپ‌های این نوع عکس را می‌توان در آلبوم جمع‌آوری کرد، این روش طرفداران بسیاری پیدا کرد.

## جوایز
در سال ۱۸۶۱، در حالی که عکاس دربار سلطنتی بود، به دریافت مدال «اینگنیو و آلتی» نائل شد. این مدال در دانمارک به هنرمندان و دانشمندان خارجی اعطا می‌شد.
او همچنین یکی از اولین عکاسانی بود که از هانس کریستیان آندرسن عکس پرتره گرفت. اندرسن در دفتر خاطرات خود در ۲۲ اکتبر ۱۸۵۱ نوشت: «تا ساعت ۱۱٫۳۰ برای استریگلر ایستادم و او چند عکس ریز و درشت از من گرفت.»